# 粘睦姑
粘睦姑，辽朝女性政治人物，契丹人。辽太祖耶律阿保机弟媳，耶律安端之妻，契丹开国初“诸弟之乱”参与者。
耶律安端与兄弟耶律剌葛、耶律迭剌、耶律寅底石等对长兄耶律阿保机废世选、称皇帝不满，于911年至913年多次谋反。911年五月，粘睦姑获知耶律安端等人密谋策反事，即向阿保机告发，致使叛事没有成功，受封晋国夫人。912年十月，叛乱又起，粘睦姑被裹胁，酿成大战。913年，乱平后，阿保机召父老群臣议罪论罚，以她受裹胁，而且有忠告，曾告发反情，于是获免。